# Americium-241
Americium-241 of 241Am is een radioactieve isotoop van americium, een actinide en transuraan element. De isotoop komt van nature niet op Aarde voor. Het werd voor het eerst aangemaakt in 1944 en was daarmee de eerste synthetische radio-isotoop van americium.
Americium-241 kan ontstaan door radioactief verval van plutonium-241, curium-241 of berkelium-245.
{\displaystyle {\ce {{^{241}_{94}Pu}->{^{241}_{95}Am}+{e^{-}}+{\bar {\nu }}_{e}}}}
{\displaystyle {\ce {{^{241}_{96}Cm}->{^{241}_{95}Am}+{e^{+}}+{\nu }_{e}}}}
{\displaystyle {\ce {{^{245}_{97}Bk}->{^{241}_{95}Am}+\,_{2}^{4}\alpha }}}

## Radioactief verval
Americium-241 vervalt hoofdzakelijk onder uitzending van alfastraling tot de radio-isotoop neptunium-237:
{\displaystyle {\ce {{^{241}_{95}Am}->{^{237}_{93}Np}+\,_{2}^{4}\alpha }}}
De halveringstijd bedraagt 432,52 jaar. Verwaarloosbaar kleine gedeelten vervallen tot de radio-isotoop thallium-207 via spontane splijting.

## Toepassingen
Americium-241 wordt aangemaakt in kernreactoren vanuit plutonium-239, dat op zijn beurt aangemaakt wordt uit uranium-238. Niettegenstaande de syntheseprocedure omslachtig en duur is, wordt americium-241 in enkele toepassingen aangewend. Zo wordt het, onder de vorm van americium(IV)oxide, in kleine hoeveelheden gebruikt in ionisatierookmelders. De door americium-241 uitgezonden alfadeeltjes passeren een ionisatieruimte waarover twee elektroden zijn aangebracht. Bij afwezigheid van rook zal er een stroom lopen tussen de elektroden. Wanneer er rookdeeltjes in de ionisatiekamer komen, worden de alfadeeltjes geblokkeerd en wordt de stroomkring onderbroken, waarna de melder alarm slaat.
Americium-241 is een potentiële brandstof voor thermo-elektrische radio-isotopengeneratoren.
De isotoop is van belang bij de productie van andere transurane elementen, waaronder curium, berkelium, einsteinium, dubnium, nobelium en lawrencium.
229Am · 230Am · 231Am · 232Am · 233Am · 234Am · 235Am · 236Am · 237Am · 238Am · 238mAm · 239Am · 239mAm · 240Am · 241Am · 241mAm · 242Am · 242m1Am · 242m2Am · 243Am · 244Am · 244mAm · 245Am · 246Am · 246m1Am · 246m2Am · 247Am · 248Am · 249Am